# مالواوستینسکویه
مالواوستینسکویه (انگلیسی: Maloustyinskoye) یک شهرک در شهرستان مچتلینسکی استان باشقیرستان کشور روسیه است.